# Werner Pietschmann
Werner Pietschmann (* 21. Dezember 1932 in Dresden; † 4. Dezember 2003 ebenda) war ein Jockey und Trainer im deutschen Galoppsport.

## Jockey
Werner Pietschmann absolvierte von 1947 bis 1950 eine Lehre zum Berufsreiter bei Trainer Ernst Gröschel auf der Galopprennbahn Dresden-Seidnitz. Er ritt als Berufsreiter u. a. für die Dresdner Trainer Ernst Gröschel (1947–53, 1955, 1959–63) und Hans Gröschel (1956) sowie die Hoppegartener Erwin Schneck (1954/55) und Immanuel Weller (1958). Als Jockey erreichte er 231 Siege, u. a. den Leipziger Stiftungspreis (1952 mit Elke), das Kincsem-Rennen in Hoppegarten (1955 mit Iphigenia und 1957 mit Osterwunder). den Dresdner Triumph (1957 mit Villano), den Preis der Arbeit in Leipzig (1961 mit Isaco) und den Dresdner Jugendpreis (ebenfalls 1961 mit Isabella). 1952 wurde er mit 37 Siegrennen Championjockey der DDR. Am 26. Mai 1957 gelangen Werner Pietschmann 5 Siegritte auf seiner Heimatbahn Dresden-Seidnitz. Im Mai 1963 beendete er seine Laufbahn als Berufsreiter und übernahm nach dessen Tod den Rennstall von Ernst Gröschel als Trainer.

## Trainer
Bis August 1990 errang Werner Pietschmann 478 Siege als Trainer des VE Rennstalles Lausitz. 1976 wurde mit 35 gesattelten Siegern zu seinem erfolgreichsten Jahr. In den Jahren 1972 und 1976 errange er als Trainer mit jeweils 21 Siegen des Silberne Hufeisen von Dresden. Zu seinen größten Erfolgen zählten die Siege beim Großen Preis von Dresden (1972 mit Imker), dem Großen Stutenpreis der Dreijährigen in Hoppegarten (1973 mit Cressida), dem Preis der Vollblutzucht in Leipzig (1973 mit Byrd), dem Preis von Thüringen in Gotha (1979 mit Freyburg) und dem Dresdner Hürdenrennen für Dreijährige (1981 mit Winar).

## Familie
Werner Pietschmann war verheiratet und hatte 2 Kinder. Er wurde auf dem Striesener Friedhof beigesetzt.